# 潘文六
潘文六（1959年10月9日—），男性，同塔省鸿御县人，越南政治人物。曾任第十二届越共中央委員、政府监察总署总监察长、越共朔庄省委书记等职务。

## 生平
1977年，潘文六考入胡志明市理工大學，直到1982年毕业，随即被分配到安江省机械厂任职，此后长期在安江省工作，他历任工厂技术科長、副厂长、厂长等职，在工厂任职期间，亦于1986年加入越共。2000年1月，潘文六从国有企业转岗至安江省贸易旅游厅，出任厅长，同年8月，潘文六转任安江省计划投资厅厅长。2003年8月，他外放至安江省下辖的朱笃市社，任市委书记。2005年回到龙川市，出任越共安江省委组织部副部长，并于翌年升任安江省委常委、省委组织部长，2010年2月，他再度升任越共安江省委副书记。2010年10月，当选为越共安江省委书记，并在翌年召开的越共十一大上当选为中央委员。
2015年10月，潘文六调离安江省，出任越共中央中央经济部副部长。2016年1月，当选为越南共產黨第十二屆中央委員會委員，同年4月，新任总理阮春福提名潘文六担任越南政府监察总署总监察长，随即获国会通过。2017年11月，他接替赴交通部任职的阮文体，出任朔庄省委员会书记，直到2020年10月届满卸任。